# Quân xưởng Hải quân Yokosuka

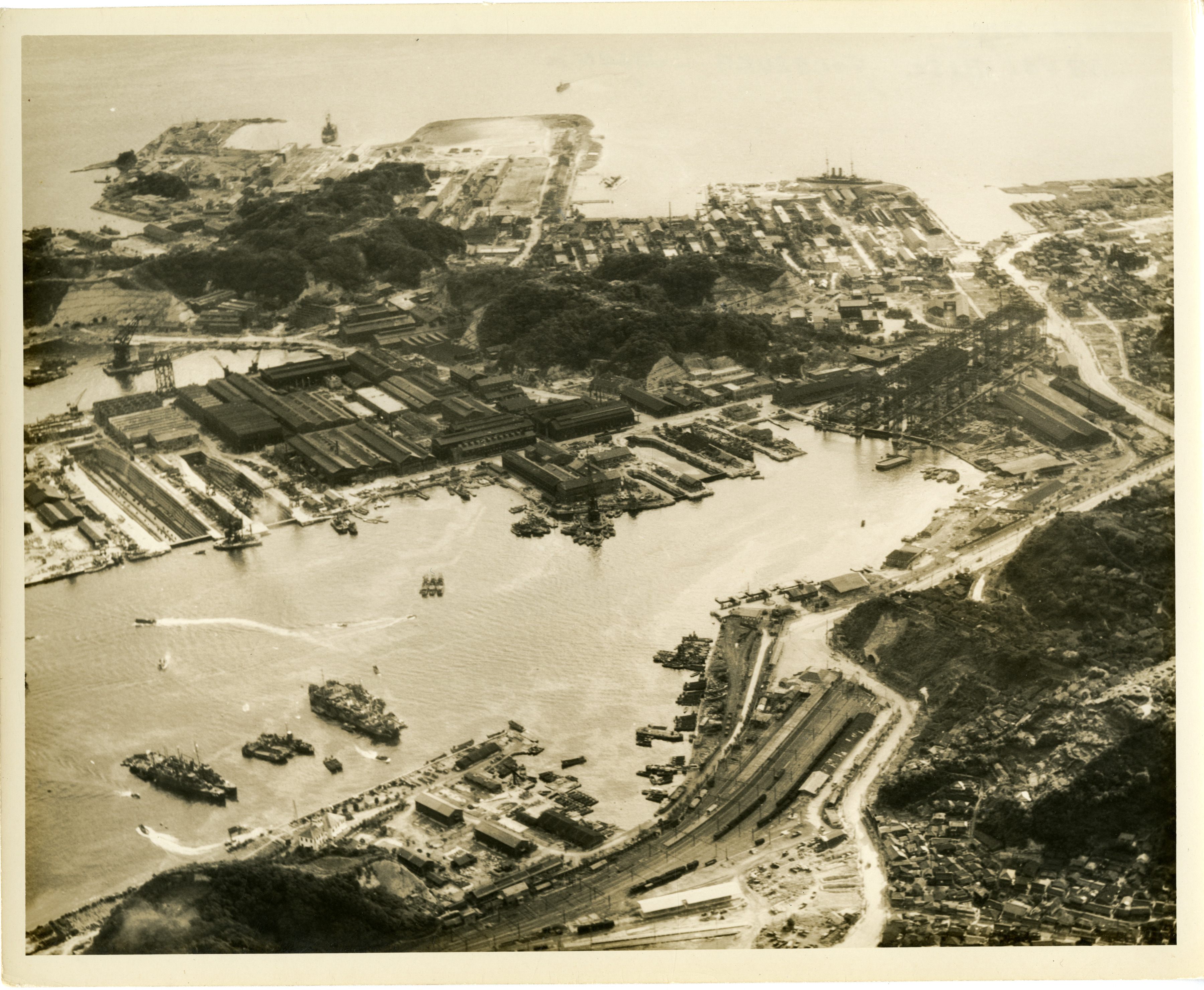
Quân xưởng Hải quân Yokosuka, 1944-45

Quân xưởng Hải quân Yokosuka (横須賀 海軍 工廠 Yokosuka kaigun kōshō) là một trong bốn nhà máy đóng tàu hải quân chủ lực được sở hữu và điều hành bởi Hải quân Đế quốc Nhật Bản, và được đặt tại Yokosuka, tỉnh Kanagawa trên vịnh Tokyo, phía nam Yokohama.

## Lịch sử
Năm 1866, chính phủ Mạc phủ Tokugawa thành lập Yokosuka Seisakusho, một quân xưởng và căn cứ hải quân, với sự giúp đỡ của các kỹ sư nước ngoài, trong đó có kiến trúc sư hải quân Pháp Léonce Verny. Cơ sở mới này được thiết kế để đóng các tàu chiến và trang thiết bị hiện đại, kiểu phương Tây cho hải quân Tokugawa. Việc xây dựng quân xưởng là một bước quan trọng đầu tiên cho việc hiện đại hóa ngành công nghiệp của Nhật Bản. Các tòa nhà hiện đại, hệ thống thoát nước, xưởng đúc, nhà máy gạch, trường kỹ thuật để đào tạo kỹ thuật viên Nhật Bản được thành lập.

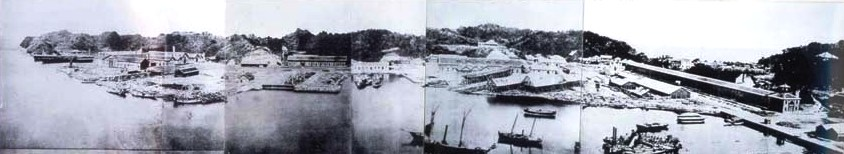
Cồng trình xây dựng xưởng Yokosuka, năm 1870

Sau Chiến tranh Boshin và cuộc duy tân Minh Trị, chính phủ Minh Trị nắm quyền kiểm soát cơ sở này vào năm 1871, đổi tên thành Yokosuka Zosenjo (Xưởng đóng tàu Yokosuka). Xưởng cạn đầu tiên được khai trương vào năm 1871 và vẫn còn hoạt động ngày hôm nay. Tàu chiến Saiki, tàu sản xuất trong nước đầu tiên của Nhật Bản được hoàn thành cùng năm đó.
Huyện Hải quân Yokosuka được thành lập tại Yokosuka, Kanagawa vào năm 1884. Nó là quận hải quân đầu tiên chịu trách nhiệm bảo vệ các đảo nhà của Nhật Bản, và Xưởng đóng tàu Yokosuka được đổi tên thành Quân xưởng Hải quân Yokosuka năm 1903. Nhật Bản đã mua năm tàu ngầm từ Công ty Electric Boat của Mỹ giữa chiến tranh Nga-Nhật năm 1904–1905. Những chiếc tàu ngầm lớp Holland loại VII này được chế tạo bởi Arthur Leopold Busch khi ông đến Nhật Bản trong thời gian này. Ông Busch là một kiến trúc sư hải quân và nhà đóng tàu, đại diện cho công ty mới được thành lập (Electric Boat Company) hiện đang ở xưởng đóng tàu ở Quincy Massachusett, được biết đến với tên gọi Fore River Ship and Engine Company. Năm chiếc tàu ngầm đầu tiên này đã trở thành bước tiến ban đầu của Nhật Bản vào chiến trường chiến tranh dưới nước bắt đầu gần như cùng thời điểm với sự bùng nổ của cuộc chiến tranh Nga-Nhật. Một đại diện khác của Electric Boat, Frank Cable, một thợ điện làm việc cho công ty Isaac L. Rice đã đào tạo hai thợ người Nhật về nghề thủ công đó.
Arthur Busch cũng là người chịu trách nhiệm xây dựng tàu ngầm đầu tiên của Hải quân Hoa Kỳ khoảng năm năm trước thời điểm này cho Công ty Holland Torpedo Boat. Chiếc tàu đó được đặt tên là USS Holland (SS-1) và là tàu đầu tiên của Hoa Kỳ thuộc loại này. Thêm hai tàu ngầm thiết kế Holland được đóng cho Nhật Bản vào năm 1906 "theo hợp đồng" và một "thỏa thuận" cấp phép với công ty Holland vào năm 1905.Năm 1909, thiết giáp hạm được đóng và thiết kế hoàn toàn nội địa đầu tiên của Nhật Bản,chiếc Satsuma được hạ thủy.

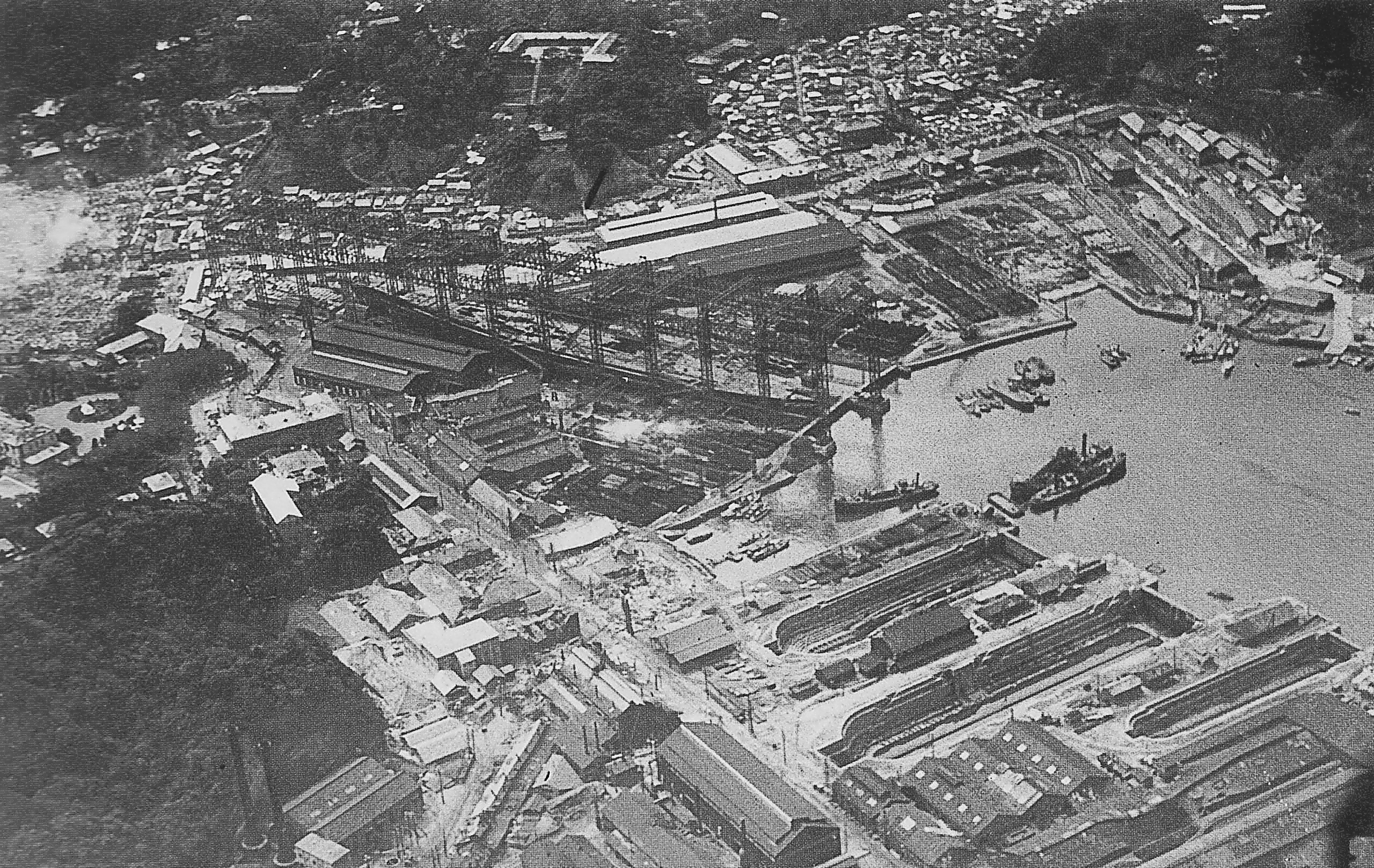
Quân xưởng Hải quân Yokosuka ngay sau trận đại động đất Kantō năm 1923

Yokosuka trở thành một trong những xưởng đóng tàu chính của Hải quân Đế quốc Nhật Bản trong thế kỷ 20, đóng nhiều thiết giáp hạm như Yamashiro, và các hàng không mẫu hạm như Hiryu và Shokaku. Máy bay hải quân cũng được thiết kế tại Xưởng Kĩ thuật Hàng không Hải quân Yokosuka gần đó.
Trong Chiến tranh Thái Bình Dương, Quân xưởng Yokoduks bị tấn công bởi một máy bay ném bom trong cuộc không kích Doolittle vào ngày 18 tháng 4 năm 1942 và bởi một lực lượng lớn máy bay từ tàu sân bay trong cuộc không kích vào Yokosuka vào ngày 18 tháng 7 năm 1945. cuối Thế chiến thứ hai, vào ngày 15 tháng 10 năm 1945, Quân cảng Yokosuka chính thức bị bãi bỏ.

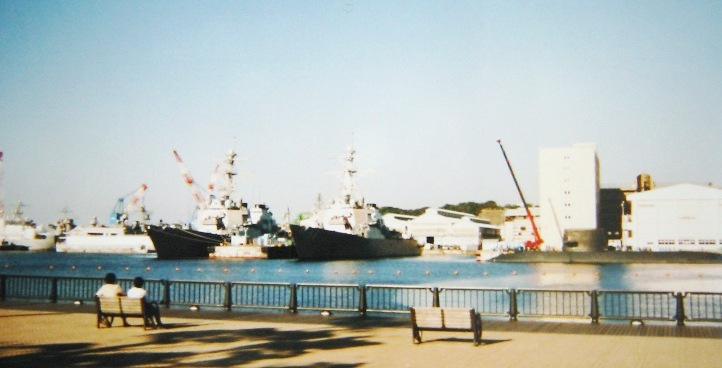
Căn cứ Hải quân Hoa Kỳ tại cựu Quân xưởng Hải quân Yokosuka.

Tuy nhiên, các cơ sở hạ tầng tiếp tục được sử dụng trong thời kỳ sau Thế chiến thứ hai, bởi Hải quân Hoa Kỳ. Nó được gọi là Cơ sở sửa chữa tàu Yokosuka và tài sản cũ của nó hiện đang dưới sự kiểm soát của các hoạt động hạm đội Hoa Kỳ Yokosuka.
Một cái búa hơi nước từ cựu Quân xưởng Hải quân Yokosuka được trưng bày tại Bảo tàng Kỷ niệm Verny ở Yokosuka.

## Ví dụ về một số tàu đóng tại quân xưởng Yokosuka

### Kỳ Hạm

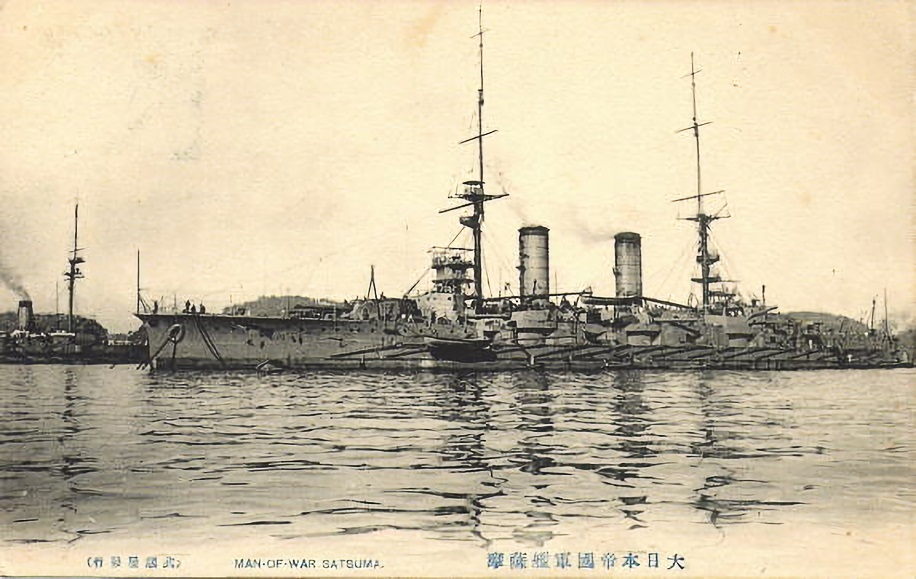
Satsuma,thiết giáp hạm nội địa đầu tiên của Nhật Bản

#### Thiết giáp hạm
Satsuma, bán-dreadnought lớp Satsuma
Yamashiro,thiết giáp hạm lớp Fusō
Owari (Chưa hoàn thành), thiết giáp hạm lớp Kii

#### Thiết giáp-tuần dương
Kurama, tuần dương bọc thép lớp Ibuki
Hiei, thiết giáp-tuần dương lớp Kongō
Amagi (Chưa hoàn thành), thiết giáp-tuần dương lớp Amagi

#### Hàng không mẫu hạm hạm đội
Mẫu hạm Hiryū
Shōkaku, Mẫu hạm lớp Shōkaku
Unryū, Mẫu hạm lớp Unryū

### Loại tàu nhỏ hơn

#### Tuần dương

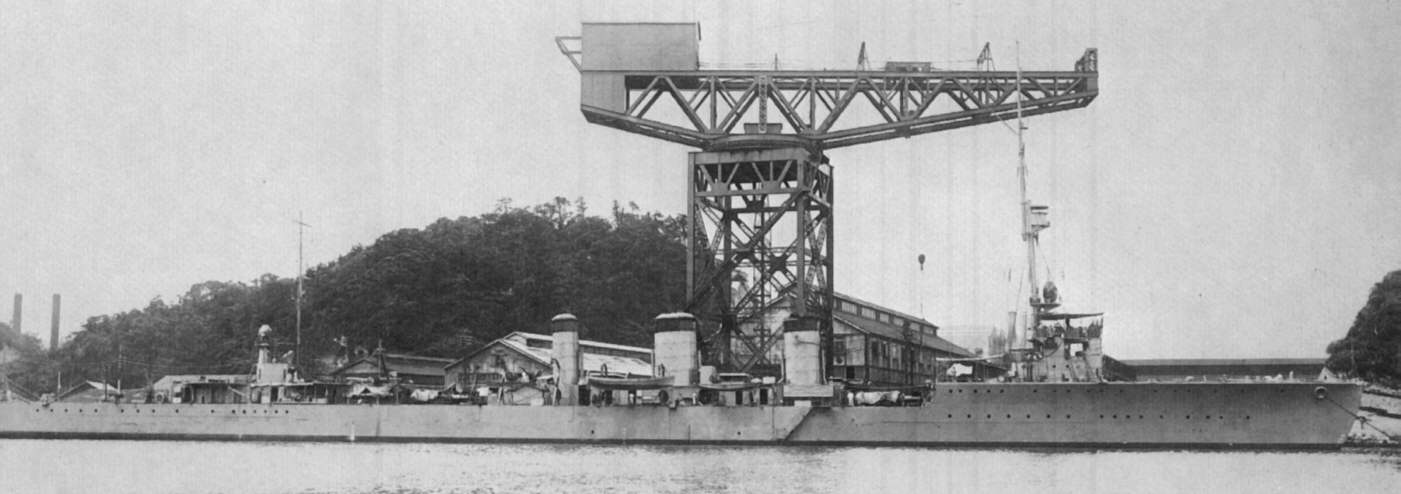
đang được đóng tại quân xưởng Yokosuka

Myōkō, Tuần dương hạng nặng lớp Myōkō
Suzuya, Tuần dương hạng nặng lớp Mogami
Tenryū, Tuần dương hạng nhẹ lớp Tenryū
Noshiro, Tuần dương hạng nhẹ lớp Agano

#### Hàng không mẫu hạm hạng nhẹ
Shōhō, Mẫu hạm hạng nhẹ lớp Zuihō
Mẫu hạm chuyển thể Ryūhō

#### Lớp khu trục hạm
Lớp Harusame: 4 tàu
Lớp Kamikaze(1905): 8 tàu
Lớp Matsu/Tachibana: 26 tàu

#### Lớp tàu ngầm
Mẫu B (Mẫu B, B Kai-1,Kai-2): 9 tàu
Mẫu D (Mẫu D và D Kai): 6 tàu
Kaidai (Kaidai IIIa, IIIb, VII): 6 tàu
Kaichū (Kaichu III, IV): 5 tàu